# Приємні ночі
«Приємні ночі» (італ. Le piacevoli notti) — збірка казок Джованні Франческо Страпароли (1550 та 1553).
Вважається першим взірцем літературної казки в світовій літературі. На основі сюжетів із цієї збірки оповідок-новел середньовічні письменники, як в Італії, так і в Франції, та й в інших країнах світу писали свої казкові історії. Найвідомішими переказами цієї книжки були твори Шарля Перро, Братів Грімм.

## Казки в збірці
До збірки входить 74 новели, які розповідали італійські панянки впродовж кількох ночей:
Ніч Перша
- Салардо
- Злодій Кассандріно
- Священник Скарпафіко
- Дораліче
- Крамар Дімітріо

Ніч Друга
- Король-свин
- Філеніо Сістерно
- Карло да Ріміні
- Чорт і Гаспаріно
- Сімплічіо ді Россі

Ніч Третя
- П'єтро-Дурень
- Ліворетто
- Біянкабелла і змій
- Фортуніо і сирена
- Ізотта і Травальїно

Ніч Четверта
- Костанца/Костанцо
- Ревнивий Ерміньйоне Глаучіо
- Анчилотто, король Провіно
- Неріно і Дженоббія
- Фламмініо зустрічає Життя і Смерть

Ніч П'ята
- Ґверріно і дикун
- Адамантіна і лялька
- Три горбані
- Тія, дружина Чекато Раббозо
- Мадонна Модеста і її туфельки

Ніч Шоста
- Артілао і Ліберале
- Касторіо і Сандро
- Поліссена і Панфіліо
- Три черниці
- Пре Зефіро і його сад

Ніч Сьома
- Ортодозіо та Ізабелла Сімеоні
- Мальгеріта та самітник
- Чимароста-блазень
- Гермакора та Адольфо
- Три брати

Ніч Восьма
- Три шахраї: Ґордіно, Фентуццо та Сеннуччо
- Пісардо, Сільверіо та їхні дружини
- Анастасіо Мінуто
- Виноторговець Бернардо
- Маестро Латтантіо і його учень Діоніджі
- Історія про двох лікарів

Ніч Дев'ята
- Король Ґалафро-рогоносець
- Родоліно та Віоланте
- Франческо Сфорца
- Дурень Папіро Скіцца
- Флорентійці та бергамці
- Тіберіо і розп'яття

Ніч Десята
- Як Фінетта крала в мадонни Вероніки
- Віслюк Бранкалеоне
- Цезаріно-драконовбивець
- Андріджетто ді Валь-Саббія та його бажання
- Злочинець Розоліно да Павія

Ніч Одинадцята
- Костантіно Фортунато
- Бертуччо та Тарквінья
- Ненажера дон Помпоріо
- Пан Гектор та блазень
- Фрате Біґоччо та Ґлічерія

Ніч Дванадцята
- Флоріо та Доротея
- Більш блазень, ніж дурень
- Федеріго да Поццуоло
- Чинімо добро, поки ми живемо
- Папа Сікст IV та Джієроломо

Ніч Тринадцята
- Маестро Гаспаріно
- Дієго-іспанець
- Вільні німець та іспанець
- Служник Фортуніо
- Віліо Бріґантелло та грабіжник
- Лючієтта та її син Лючиліо
- Джорджо та його господар Пандольфо
- Селянин Ґаспаро
- Філомена-гермафродит
- Суддя Чезаре
- Страшенна пригода новачка
- Король Ґульєльмо і три повчення маестро Ґотфреддо
- Марнотрат П'єтро Ріццато